# سياسة الطاقة للاتحاد الأوروبي
إجمالي استهلاك الطاقة الأولية بالاتحاد الأوروبي في عام 2017
على الرغم من إصدار الاتحاد الأوروبي تشريعات في مجال سياسة الطاقة لسنوات عديدة، إلا أنه لم يتم الموافقة على مفهوم وضع سياسة طاقة إلزامية وشاملة للاتحاد إلا في اجتماع المجلس الأوروبي غير الرسمي في 27 أكتوبر 2005 في قصر هامبتون كورت. تتضمن معاهدة لشبونة للاتحاد الأوروبي لعام 2007 بشكل قانوني التضامن في قضايا إمدادات الطاقة والتغيرات التي طرأت على سياساتها داخل الاتحاد. قبل معاهدة لشبونة، كانت تشريعات الطاقة في الاتحاد الأوروبي تستند إلى سلطته في مجال السوق والبيئة المشتركة. مع ذلك، ومن الناحية العملية، فإن كفاءة السياسات المتعلقة بالطاقة تظل على مستوى الدول الأعضاء، ويتطلب إحراز تقدم في صياغة سياسة على المستوى الأوروبي تعاونًا طوعيًا من دوله.
في عام 2007، استورد الاتحاد الأوروبي –بكل دوله- ما نسبته 82٪ من نفطه و 57٪ من غازه، ما جعله المستورد الأول في العالم لهذه الأنواع من الوقود. استُخرِج 3٪ فقط من اليورانيوم المستخدم في المفاعلات النووية الأوروبية في أوروبا، وكانت روسيا، وكندا، وأستراليا، والنيجر، وكازاخستان أكبر خمس دول موردة للمواد النووية إلى الاتحاد، إذ وفرت له أكثر من 75٪ من إجمالي احتياجاته عام 2009. في عام 2015، استورد الاتحاد الأوروبي 53٪ من الطاقة التي يستهلكها. في يناير 2014، وافق الاتحاد الأوروبي على خفض الانبعاثات بنسبة 40٪ بحلول عام 2030، وذلك مقارنة بمستويات عام 1990، وعلى وضع هدف لاستخدام الطاقة المتجددة بنسبة 27٪، والذي من المتوقع أن يوفر 70 ألف وظيفة بدوام كامل ويخفض من واردات الوقود الأحفوري بنحو 33 مليار يورو. يعد هدف الاتحاد طموحًا وعاليًا مقارنة بالاقتصادات المتقدمة الأخرى، ولكنه غير كاف للحد من الاحتباس الحراري إلى ما دون 2 درجة مئوية، بل وحتى 1.5 درجة، ويتماشى مع اتفاق باريس للمناخ.
في عام 2015، جرى إطلاق الإستراتيجية الإطارية لاتحاد الطاقة باعتبارها إحدى الأولويات العشر للمفوضية الأوروبية.

## الإتفاقية
تشتمل معاهدة لشبونة للاتحاد الأوروبي لعام 2007 قانونا على التضامن في مسائل إمدادات الطاقة والتغييرات في سياسة الطاقة داخل الاتحاد الأوروبي.
قبل معاهدة لشبونة كان تشريع الاتحاد الأوروبي للطاقة يعتمد على سلطة الاتحاد الأوروبي في مجال السوق والبيئة المشتركة.
ومع ذلك في الممارسة العملية تظل العديد من كفاءات السياسة فيما يتعلق بالطاقة على مستوى الدول الأعضاء والتقدم في السياسة على المستوى الأوروبي يتطلب تعاون تطوعي من قبل الدول الأعضاء.
في عام 2007 كان الاتحاد الأوروبي يستورد 82٪ من نفطه و 57٪ من الغاز مما جعله بعد ذلك المستورد الرئيسي في العالم لهذه الأنواع من الوقود.
تم استخراج 3٪ فقط من اليورانيوم المستخدم في المفاعلات النووية الأوروبية في أوروبا حيث كانت روسيا وكندا وأستراليا والنيجر وكازاخستان أكبر خمسة موردين للمواد النووية إلى الاتحاد الأوروبي حيث قاموا بتزويد أكثر من 75٪ من إجمالي الاحتياجات في عام 2009.
في عام 2015 يستورد الاتحاد الأوروبي 53٪ من الطاقة التي يستهلكها. في يناير 2014 وافق الاتحاد الأوروبي على خفض الانبعاثات بنسبة 40٪ بحلول عام 2030 مقارنة بمستويات عام 1990 وهدف الطاقة المتجددة بنسبة 27٪.
في عام 2015 تم إطلاق الإستراتيجية الإطارية لاتحاد الطاقة كأحد الأولويات العشر للمفوضية الأوروبية.

## اتحاد الطاقة
تعد إستراتيجية اتحاد الطاقة مشروعًا تابعًا للمفوضية الأوروبية لتنسيق تحويل إمدادات الطاقة الأوروبية. أطلقت في فبراير 2015، بهدف توفير طاقة آمنة ومستدامة وتنافسية وبأسعار معقولة.
قدم دونالد توسك، رئيس المجلس الأوروبي، فكرة اتحاد الطاقة عندما كان رئيس وزراء بولندا. وصف نائب رئيس المفوضية الأوروبية ماروش شيفوفيتش اتحاد الطاقة بأنه أكبر مشروع للطاقة منذ مشروع الجماعة الأوروبية للفحم والصلب. استشهد باعتماد الاتحاد الأوروبي على روسيا في الطاقة، وضم روسيا لشبه جزيرة القرم باعتبارهما سببين قويين يدعمان أهمية هذه الفكرة.
خلص المجلس الأوروبي في 19 مارس 2015 إلى أن الاتحاد الأوروبي ملتزم ببناء اتحاد للطاقة مع سياسة مناخية استشرافية على أساس إستراتيجية إطار عمل المفوضية، مع خمسة أبعاد ذات أولوية:
- أمن الطاقة والتضامن والثقة
- سوق طاقة أوروبي متكامل تمامًا
- مساهمة كفاءة الطاقة في الاعتدال في الطلب
- التوقف عن استخدام الكربون
- البحث والابتكار والقدرة التنافسية.[5][19]

تتضمن الإستراتيجية هدفًا بحد أدنى للربط الكهربائي بنسبة 10٪ لجميع الدول الأعضاء بحلول عام 2020، وهو ما تأمل المفوضية في أن يتسبب بهبوط في أسعار الطاقة، وأن يقلل من الحاجة إلى بناء محطات جديدة لتوليدها، ومن خطر حدوث انقطاعات أو أشكال أخرى من عدم استقرار الشبكة الكهربائية، ويحسن من موثوقية إمدادات الطاقة المتجددة، ويشجع تكامل السوق.
وافقت الدول الأعضاء في الاتحاد الأوروبي في 25 يناير 2018 على اقتراح المفوضية لاستثمار 873 مليون يورو في البنية التحتية للطاقة النظيفة. وجرى تمويل المشاريع من مرفق التواصل الأوروبي.
- 578 مليون يورو لبناء خط الربط في خليج بسكاي بين فرنسا وإسبانيا، وقسم بحري بطول 280 كم وقسم أرضي فرنسي تحت الأرض. سيؤدي هذا الخط الجديد إلى زيادة قدرة الربط بين البلدين من 2.8 جيجاواط إلى 5 جيجاواط.[23]
- 70 مليون يورو لبناء سودوست لينك، وقد تم بالفعل مد 580 كم من الكابلات عالية الجهد تحت الأرض بالكامل. سيخلق خط الكهرباء ارتباطًا ضروريًا بين طاقة الرياح المولدة في الشمال ومراكز الاستهلاك في جنوب ألمانيا.
- 101 مليون يورو لمشروع غاز قبرص الذي يهدف إلى توفير الغاز الطبيعي لها.

## مقترحات سابقة
وضعت المبادئ الممكنة لسياسة الطاقة في أوروبا فيما يسمى بالورقة الخضراء التي أعدتها المفوضية بشأن الإستراتيجية الأوروبية للطاقة المستدامة والتنافسية والآمنة في 8 مارس 2006. نتيجة لقرار وضع سياسة طاقة مشتركة، نشرت المفوضية الأوروبية المقترحات الأولى بعنوان "Energy for a Changing World" (بالعربية: الطاقة من أجل عالم متغير) بعد عملية تشاور في 10 يناير 2007.
قالت المفوضية أنها ستؤدي إلى مرحلة ما بعد الثورة الصناعية، أو اقتصاد منخفض الكربون، بالإضافة إلى زيادة المنافسة في أسواق الطاقة، وتحسين الإمدادات، وفرص العمل في الاتحاد الأوروبي. جرت الموافقة على مقترحات المفوضية في اجتماع للمجلس الأوروبي يومي 8 و 9 مارس 2007.
شملت المقترحات الرئيسية
- خفض ما لا يقل عن 20٪ في انبعاثات غازات الاحتباس الحراري من جميع مصادر الطاقة الأولية بحلول عام 2020 (مقارنة بمستويات عام 1990)، مع الضغط باتجاه تحقيق اتفاق دولي يخلف بروتوكول كيوتو ويهدف إلى تحقيق خفض بنسبة 30٪ من انبعاثات جميع الدول المتقدمة بحلول عام 2020.
- خفض ما نسبته 95٪ من انبعاثات الكربون من مصادر الطاقة الأولية بحلول عام 2050، مقارنة بمستويات عام 1990.
- وضع هدف استخدام الوقود الحيوي بنسبة 10٪ كحد أدنى بحلول عام 2020.
- أن تكون أنشطة إمدادات الطاقة وتوليدها غير مجمعة ومنفصلة عن شبكات التوزيع الخاصة بشركات الطاقة لزيادة المنافسة في السوق.
- تحسين العلاقات مع الدول المجاورة للاتحاد الأوروبي في مجال الطاقة، بما في ذلك روسيا.
- تطوير خطة إستراتيجية أوروبية لتكنولوجيا الطاقة لتطوير التقنيات في مجالات تشمل الطاقة المتجددة، وحفظ الطاقة، والمباني منخفضة الطاقة، والمفاعلات النووية من الجيل الرابع، وتخفيف التلوث الفحمي، واحتجاز وتخزين ثنائي أكسيد الكربون.
- تطوير الشراكة مع إفريقيا في مجال الطاقة، وذلك لتعزيز قدرتها في استخدام التكنولوجيات منخفضة الكربون، والمساعدة في تنميتها لتكون موردًا مستدامًا للطاقة.

صممت العديد من المقترحات الأساسية للحد من التغيرات في درجات الحرارة العالمية بما لا يزيد عن 2 درجة مئوية فوق مستويات ما قبل الثورة الصناعية. وقد تم بالفعل خفضها بمقدار 0.8 درجة مئوية، و0.5-0.7 درجة يجري العمل على خفضها. عادة ما يُنظر إلى 2 درجة مئوية على أنها الحد الأعلى لدرجة الحرارة لتجنب خطورة الاحتباس الحراري. ونظرًا للجهود القليلة المبذولة في الأمر، فمن المحتمل جدًا ألا يتمكن العالم من الوصول إلى هذا الهدف المحدد. عندئذٍ، قد لا يُجبر الاتحاد الأوروبي فقط على قبول هدف عالمي أقل طموحًا. نظرًا لأن تخفيضات الانبعاثات المخطط لها في قطاع الطاقة الأوروبي (95٪ بحلول عام 2050) مستمدة مباشرة من هدف 2 درجة مئوية منذ عام 2007، سيتعين على الاتحاد الأوروبي مراجعة نموذج سياسة الطاقة الخاصة به.
تقرر أن تبدأ المفاوضات في عام 2014 حول ربط أهداف الاتحاد الأوروبي للطاقة والمناخ حتى عام 2030. صوت البرلمان الأوروبي في فبراير 2014 لصالح أهداف ملزمة لعام 2030 بشأن مصادر الطاقة المتجددة والانبعاثات وكفاءة الطاقة: خفض بنسبة 40٪ في غازات الاحتباس الحراري مقارنة بمستويات عام 1990؛ 30٪ على الأقل من الطاقة تأتي من مصادر متجددة؛ و 40٪ تحسن في كفاءة الطاقة.